# 天空之城
天空之城（てんくうのしろ）とは、台湾のテレビドラマ。2004年に台湾で放送された。日本では2006年5月25日から9月28日までBS日テレで放送された。全19話。製作、配給はコミックリズ。
主な舞台は東京、北京、シーサンパンナなど。

## キャスト
| 役名                                                  | 俳優名                          |
| ----------------------------------------------------- | ------------------------------- |
| 陸彬飛 （ルー・ビンフェイ）                           | 朱孝天 （ケン・チュウ、F4）     |
| 蕭若寧 （シャオ・ルオニン） 玉伯罕 （ユィ・ボーハン） | 李冰冰 （リー・ビンビン）       |
| 陸彬燕 （ルー・ビンイェン）                           | 楊丞琳 （レイニー・ヤン）       |
| 夏蕊 （シア・ルイ）                                   | 鄭雪児 （ミッシェル・チェン）   |
| 寶雄 （バオ・シオン）                                 | 張浩天 （チャン・ハオティエン） |
| 段鵬 （ドゥアン・ポン）                               | 靳東 （ジン・ドン）             |
| 岩虎 （イェン・フー）                                 | 安琥 （アン・フー）             |

## エピソード・サブタイトル
全19話
| 各話   | サブタイトル             | 放送日        |
| ------ | ------------------------ | ------------- |
| 第1話  | 約束                     | 2006年5月25日 |
| 第2話  | 夢のために               | 2006年6月1日  |
| 第3話  | すれちがい               | 2006年6月8日  |
| 第4話  | 近くて遠い二人           | 2006年6月15日 |
| 第5話  | 希望の光                 | 2006年6月22日 |
| 第6話  | 再会                     | 2006年6月29日 |
| 第7話  | 信じたくない             | 2006年7月6日  |
| 第8話  | 新たなる出発             | 2006年7月13日 |
| 第9話  | 戻れない道               | 2006年7月20日 |
| 第10話 | 不哭草（プークーツァオ） | 2006年7月27日 |
| 第11話 | 身代わりじゃない         | 2006年8月3日  |
| 第12話 | 真実と向き合って         | 2006年8月10日 |
| 第13話 | 悲劇の始まり             | 2006年8月17日 |
| 第14話 | 闇に消えた恋             | 2006年8月24日 |
| 第15話 | 仕組まれた罠             | 2006年8月31日 |
| 第16話 | 見てはいけないもの       | 2006年9月7日  |
| 第17話 | 悲しい決断               | 2006年9月14日 |
| 第18話 | 諦め                     | 2006年9月21日 |
| 第19話 | また会う日まで           | 2006年9月28日 |

## スタッフ
- プロデューサー - 柴智屏（アンジー・チャイ）、高小平、岩荘
- 監督 - 林合隆（リン・ハーロン）、孫艶華、蔣欽民

## 主題歌
- OP - 「聴見愛」 朱孝天
- ED - 「消失的彩虹」 黄婕寧・朱孝天

## ソフトウェア

### DVD
販売元はエスピーオー
- 「天空之城〜City of Sky〜 DVD-BOX」（2006年11月24日）